# Davidsberg
Davidsberg (česky doslovně Davidův vrch) je spočinek o nadmořské výšce 420 m na území hornolužické obce Neukirch/Lausitz v zemském okrese Budyšín v Sasku.

## Charakteristika
Davidsberg leží v německé části Šluknovské pahorkatiny (Lausitzer Bergland) a její mesogeochoře Severní hornolužická vrchovina (Nördliches Oberlausitzer Bergland). Je spočinkem Linzbergu (459 m), z jehož svahu na severozápadě vybíhá. Geologické podloží tvoří převážně hybridní dvojslídý granodiorit, který je při severním úpatí nahrazen lužickým granodioritem. Převažujícím půdním typem je podzolová kambizem, kterou doplňuje erodovaná parakambizem až pseudoglej. Podél úpatí protékají Wesenitz a potok Rotes Floß; celý vrch tak náleží k povodí Labe a k úmoří Severního moře. Většina Davidsbergu je zalesněná převážně jehličnatým lesem a na západním svahu se rozkládá zástavba vísky Valtenhäuser. Davidsberg je součástí lesní oblasti Hohwald, leží v chráněné krajinné oblasti Oberlausitzer Bergland a rovněž na jeho svahy zasahuje evropsky významná lokalita Obere Wesenitz und Nebenflüsse. Přes severní svah prochází železniční trať Budyšín – Bad Schandau. Přes svahy Davidsbergu vedou dvě zeleně značené turistické trasy směřující k Neukirchu, Ringenhainu a Valtenbergu (586 m).